# العلاقات المكسيكية البريطانية
العلاقات المكسيكية البريطانية هي العلاقات الثنائية التي تجمع بين المكسيك والمملكة المتحدة.

## مقارنة بين البلدين
هذه مقارنة عامة ومرجعية للدولتين:
| وجه المقارنة                                              | المكسيك                                                                               | المملكة المتحدة                 |
| --------------------------------------------------------- | ------------------------------------------------------------------------------------- | ------------------------------- |
| المساحة (كم2)                                             | 1.97 مليون                                                                            | 242.50 ألف                      |
| عدد السكان (نسمة)                                         | 130.53 مليون                                                                          | 66.02 مليون                     |
| الكثافة السكانية (ن./كم²)                                 | 66.26                                                                                 | 272.25                          |
| العاصمة                                                   | مدينة مكسيكو                                                                          | لندن                            |
| اللغة الرسمية                                             | اللغة الإسبانية                                                                       | لغة إنجليزية، اللغة الويلزية    |
| العملة                                                    | بيزو مكسيكي                                                                           | جنيه إسترليني                   |
| الناتج المحلي الإجمالي (بليون دولار)                      | 1.15 تريليون                                                                          | 2.62 تريليون                    |
| الناتج المحلي الإجمالي (تعادل القوة الشرائية) بليون دولار | 2.16 تريليون                                                                          | 2.72 تريليون                    |
| الناتج المحلي الإجمالي الاسمي للفرد دولار أمريكي          | 9.01 ألف                                                                              | 43.88 ألف                       |
| الناتج المحلي الإجمالي للفرد دولار أمريكي                 | 17.32 ألف                                                                             | 40.23 ألف                       |
| مؤشر التنمية البشرية                                      | 0.756                                                                                 | 0.907                           |
| رمز المكالمات الدولي                                      | +52                                                                                   | +44                             |
| رمز الإنترنت                                              | .mx                                                                                   | .uk، .gb                        |
| المنطقة الزمنية                                           | منطقة زمنية وسطى، المنطقة الزمنية الجبلية، زمن منطقة المحيط الهادئ، منطقة زمنية شرقية | توقيت غرينيتش، توقيت غرب أوروبا |

## مدن متوأمة
في ما يلي قائمة باتفاقيات التوأمة بين مدن مكسيكية وبريطانية:
- ترتبط باتشوكا مع Camborne [الإنجليزية]‏ باتفاقية توأمة.

## منظمات دولية مشتركة
يشترك البلدان في عضوية مجموعة من المنظمات الدولية، منها:
| علم المنظمة | اسم المنظمة                        | تاريخ انضمام المكسيك | تاريخ انضمام المملكة المتحدة |
| ----------- | ---------------------------------- | -------------------- | ---------------------------- |
|             | وكالة ضمان الاستثمار متعدد الأطراف | 1 يوليو 2009         | 12 أبريل 1988                |
|             | منظمة التعاون الاقتصادي والتنمية   | ?                    | 2 مايو 1961                  |
|             | الأمم المتحدة                      | 7 نوفمبر 1945        | 24 أكتوبر 1945               |
|             | الفريق المعني برصد الأرض           | ?                    | ?                            |
|             | مجموعة العشرين                     | ?                    | 26 سبتمبر 1999               |
|             | منظمة حظر الأسلحة الكيميائية       | ?                    | ?                            |
|             | منظمة التجارة العالمية             | 1995                 | 1995                         |
|             | منظمة الشرطة الجنائية الدولية      | ?                    | ?                            |
|             | مؤسسة التنمية الدولية              | 24 أبريل 1961        | 24 سبتمبر 1960               |
|             | يونسكو                             | 4 نوفمبر 1946        | 4 نوفمبر 1946                |
|             | الاتحاد البريدي العالمي            | ?                    | ?                            |
|             | البنك الدولي للإنشاء والتعمير      | 31 ديسمبر 1945       | 27 ديسمبر 1945               |
|             | المنظمة الهيدروغرافية الدولية      | ?                    | ?                            |
|             | بنك التنمية الكاريبي ‏              | ?                    | ?                            |
|             | الاتحاد الدولي للاتصالات           | 1 يوليو 1908         | 24 فبراير 1871               |
|             | مؤسسة التمويل الدولية              | 20 يوليو 1956        | 20 يوليو 1956                |
|             | مجموعة أستراليا                    | 2013                 | 1985                         |
|             | مجموعة الموردين النوويين           | ?                    | ?                            |

## وصلات خارجية
- موقع وزارة الخارجية المكسيكية
- موقع وزارة الخارجية البريطانية